# Bell River (Porcupine River)
Der Bell River ist ein etwa 237 km langer rechter Nebenfluss des Porcupine River im kanadischen Yukon-Territorium. Namensgebend war der Entdecker des Porcupine River von 1842, John Bell (~1799–1868) von der Hudson’s Bay Company.

## Flusslauf
Der Bell River entspringt in den nördlichen Richardson Mountains im Yukon-Territorium. Er fließt anfangs in südlicher Richtung. Der Little Bell River und der La Chute River münden bei den Flusskilometern 147 und 86 linksseitig in den Bell River. Dieser wendet sich später nach Westen. Er nimmt noch zwei größere Nebenflüsse, den Rock River und den Eagle River, innerhalb 2,5 Kilometern, beide von Süden kommend bei den Flusskilometern 45 und 43, linksseitig auf. Schließlich erreicht er den nach Süden fließenden Porcupine River, der weiter zum Yukon River abfließt.

## Kanu-Routen
Der über den Little Bell River entwässerte Summit Lake (⊙) ist ein Startpunkt für Wildwasserkanutouren auf dem Bell und Porcupine River. Eine weitere Kanutour startet an der Brücke des Dempster Highway über den Eagle River und führt über die Flüsse Eagle River, Bell River und Porcupine River nach Old Crow.